# Ормузька фортеця
27°06′02″ пн. ш. 56°27′08″ сх. д. / 27.100675° пн. ш. 56.452127777778° сх. д.
Ормузька фортеця (порт. Forte de Nossa Senhora da Conceição de Ormuz, перс. قلعه هرمز) — португальська фортеця на острові Ормуз, побудована в першій половині XVI століття.

## Історія
Будівництво фортеці яка отримала назву «Фортеця Богоматері Переможної» (порт. Forte de Nossa Senhora da Vitória) було розпочато португальським полководцем Афонсу де Албукеркі в 1507 році, коли йому вдалось на короткий час захопили острів. Але оскільки Албукеркі залучив до виснажливих робіт по будівництву фортеці усіх своїх людей без винятків для посад, невдовзі він зіткнувся з заколотом своїх офіцерів і був змушений залишити острів разом з недобудованою фортецею. Проте у 1515 році Албукеркі повернувся та остаточно завоював острів, після чого завершив будівництво форту і дав йому нову назву «Ормузька фортеця Непорочного Зачяття Богоматері» (порт. Forte de Nossa Senhora da Conceição de Ormuz).
Оскільки Ормуза був ключовим торговим центром в регіоні Перської затоки, цим кроком Португалія поставила торгівлю в цьому регіоні під свій контроль.
У 1622 фортеця була відвойована спільними зусиллями англійців та іранців, і португальці назавжди були вигнані з острова Ормуз. 

## Галерея

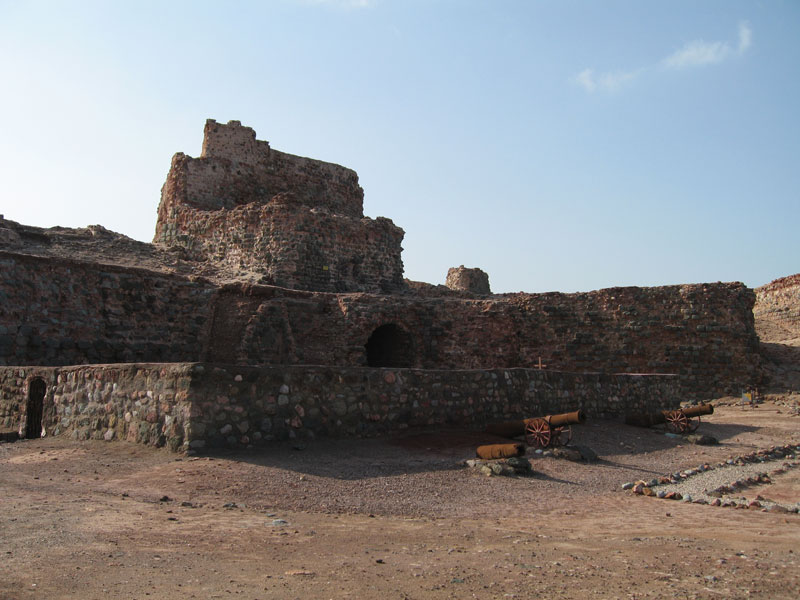
Руїни
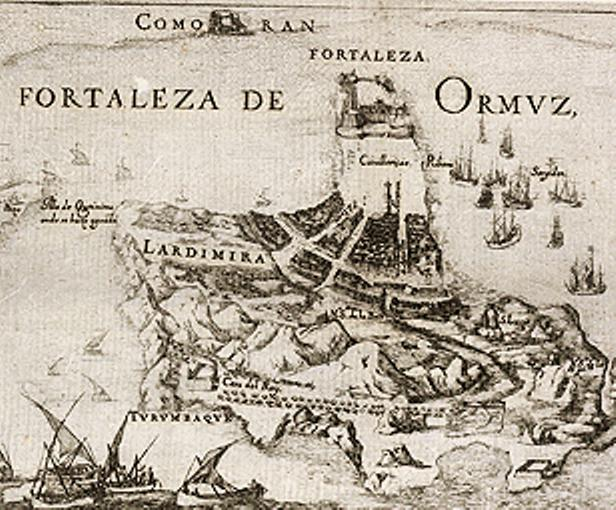
Місто і фортеця Ормуз у XVII столітті
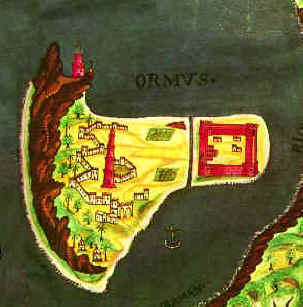
На португальській карті XVII ст.